# Carin Tham
Carin Maria Wendela Tham, född 16 april 1888 i Malmö, död 19 juli 1967 i Lund, var en svensk målare.

## Biografi
Carin Tham var dotter till direktören Edvard Peter Ernst Möller och Francia Virginia Clerup och från 1910 gift med kaptenen Per Vollrath Alexander Tham. Paret fick två döttrar men separerade på 1920-talet. Hennes tanke var att utbilda sig till pianist men efter läroverksstudier och studier vid Tekla Åbergs skola i Malmö var hon en tid i London som informator där hennes författardrömmar väcktes. Hon reste 1919 till Schweiz där hon tillsammans med Annie Wall skulle utveckla sin skrivarkonst. Som ett avbrott i skrivandet började hon som en terapisysselsättning måla små alplandskap i olja som uppskattades av hennes vänner och bekanta. Hon ställde ut sina målningar på en offentlig utställning och fick en viss framgång och rådet att överge sina författardrömmar för att syssla med konst på heltid. Hon studerade konst för Paul Poetzsch i Dresden 1921–1923 och en kortare tid för Oskar Kokoschka vid Dresdens konstakademi men hon räknade sig själv huvudsakligen som autodidakt. 
I Lund startade hon i början av 1930-talet en egen målarskola som senare utökades med en konst- antikvitets och hemslöjdsaffär under namnet Lilla Boden. I Sverige debuterade hon med en separatutställning på Skånska konstmuseum Lund 1924 som följdes av separatutställningar i Ystad 1929, Malmö rådhus 1938, SDS-hallen 1944, Exposéhallen i Malmö 1949 samt Arbetets konstvägg i Lund 1963. Tillsammans med Emil Westman ställde hon ut i Eslöv 1924 och tillsammans med Erik Arosenius på Svartbrödraklostret i Lund 1946 samt med Carl Bernhard Neuman och A Olsson i Örebro 1939. Hon medverkade i en rad av Skånes konstförenings utställningar sedan 1927 och i Lunds konstnärsgilles utställningar 1949–1951 samt en utställning av 20 andra svenska konstnärer i New York och San Francisco 1940. 
Hennes konst består av porträtt, stilleben och landskapsskildringar utförda i olja, gouache, tempera eller fetkrita. Bland porträtten märks de av författarna Anders Österling och Elin Wägner samt professor Asta Kihlbom. Tham är representerad vid Malmö museum, Smålands museum, Helsingborgs museum, Tomelilla museum, Gullholmen konstmuseum, Kulturen och Lunds universitets konstmuseum. Carin Tham är begravd på Sankt Pauli mellersta kyrkogård i Malmö.